# Ледегем
Ледегем (на нидерландски: Ledegem) е селище в Северозападна Белгия, окръг Руселаре на провинция Западна Фландрия. Населението му е около 9300 души (2006).